# Burhan Karkutli
Burhan Karkutli (arabisch برهان الدين كركوتلي, DMG Burhān ad-Dīn Karkūtlī; * 1932 in Damaskus; † 26. Dezember 2003 in Bonn) war ein deutsch-arabischer Künstler.
Der Stil seiner Grafiken ist von der arabischen Ornamentalkunst, deren Arabesken, der arabischen Kalligraphie und der Tradition des politischen Plakats geprägt. Zu den Motiven zählen orientalische Sagengestalten, historische Figuren und politische Themen, insbesondere der Nahost-Konflikt, in dem er mit seiner Kunst auf der Seite der Palästinenser Partei ergriff.
Seine Bilder wurden als „eindringlich, plakativ, ihr Thema für jedermann sofort verständlich“ und als eine „neue Stilrichtung arabischer Gegenwartskunst“ beschrieben. In den Siebziger- und Achtzigerjahren wurde Karkutli zu einem der populärsten arabischen Künstler in Europa, Drucke seiner Grafiken hingen in unzähligen Studenten-WGs.
Karkutli studierte Kunst in Kairo, Ostberlin und Madrid. Seine erste Ausstellung fand 1958 in Damaskus statt und hatte den Atombombenabwurf auf Hiroshima zum Thema, die Bilder wurden vom syrischen Geheimdienst beschlagnahmt.
Das Studium bei den DDR-Künstlern Arno Mohr und Walter Womacka von 1962 bis 1964 an der Hochschule für bildende und angewandte Kunst beeinflusste Karkutlis Stil wesentlich und inspirierte seine Suche nach einer „fast programmatische[n] Bildsprache, um seine Vision einer gerechteren Welt für breite Bevölkerungsgruppen erkennbar und verständlich zu formulieren“.
In Syrien politisch verfolgt, zog er 1970 dauerhaft nach Deutschland, zunächst nach Berlin; später lebte er in Frankfurt am Main und in Bonn. Er nahm die deutsche Staatsbürgerschaft an.
Karkutli war zwar in Damaskus als Sohn einer bekannten syrischen Familie geboren worden, verstand sich jedoch selbst als Palästinenser. 1975 begann er mit palästinensischen Aktivisten sowie anderen politischen Gruppen in der Bundesrepublik zusammenzuarbeiten, und druckte politische Grafiken in hohen Auflagen. Laut Jutta Ströter-Bender

„... arbeitete [Karkutli] zwar zum einen mit allgemeingültigen Darstellungen von Krieg und Verfolgung, aber auch mit klaren Opfer-Täterzuweisungen und weitgehend eindeutigen Geschlechtertypologisierungen in klaren schwarzen Konturen. Junge, tapfere Krieger, düstere Aggressoren und schöne Frauen sind von Tauben, Blumen und Ornamenten umgeben.“

Bilder, in denen er israelische Militäraktionen kritisierte, brachten ihm den Vorwurf des Antisemitismus ein.
Seine deutsche, später von ihm geschiedene, Frau Dietlinde Karkutli veröffentlichte eines der ersten Bücher über Bauchtanz in deutscher Sprache, das zahlreiche Neuauflagen erlebte. Sie verstarb 1994.
In seinen letzten zehn Lebensjahren trat er erfolgreich als „arabischer Märchenerzähler“ in ganz Deutschland auf.
Karkutli starb am 26. Dezember 2003 und wurde in Bad Godesberg beigesetzt.